# Els jocs de la fam: Balada de refilaires i serps
Els jocs de la fam: balada de refilaires i serps (anglès: The Hunger Games: The Ballad of Songbirds and Snakes) és una pel·lícula de ciència-ficció estatunidenca dirigida per Francis Lawrence a partir d'un guió de Michael Arndt, basada en la novel·la Balada d'ocells i serps del 2020 de Suzanne Collins.
És la preqüela de la sèrie de pel·lícules d'Els Jocs de la Fam i la cinquena entrega general de la franquícia. És protagonitzada per Tom Blyth, Rachel Zegler, Hunter Schafer, Jason Schwartzman, Peter Dinklage i Viola Davis. Es va estrenar el 17 de novembre de 2023. Ha estat doblada i subtitulada al català.